# Битва под Серебряными Прудами
Битва под Серебряными Прудами — сражение в ходе «калужского этапа» восстания Болотникова.

## Предпосылки
В конце февраля 1607 года царское войско разгромило в битве на Вырке войско повстанцев, шедшее на помощь осаждённому в Калуге Болотникову. Одновременно, другое царское войско вело наступательные действия в районе Серебряных Прудов. Это было войско Андрея Хилкова, потерпевшее накануне поражение в битве под Венёвом. После отступления к Кашире оно было направлено на осаду Серебряных Прудов. Это был укреплённый пункт, «острог», входивший в оборонительную систему, которая защищала южные районы Русского государства от набегов крымских татар. Во время восстания Болотникова Серебряные Пруды вместе со всем тульским районом оказались на стороне восставших и оставались в их руках и после отступления Болотникова в результате неудачной осады Москвы. Стратегические значение города заключалось в том, что он, наподобие Алексину, Венёву и Дедилову, прикрывал подступы к Туле.

## Осада Серебряных Прудов и разгром повстанческого войска
Войско Андрея Хилкова и Богдана Глебова, включавшее ратных людей из Каширы, Тулы, Ярославля, Углича и низовских городов, в конце февраля осадило Серебряные Пруды, однако несмотря на свою многочисленность действовало без особого успеха. На помощь ему были направлены освободившиеся в Поволжье отряды во главе с Григорием Пушкиным и Сергеем Ададуровым, прибывшие к Серебряным Прудам в начале марта. Усиленное таким образом войско предприняло решительный приступ. Несмотря на упорную оборону, осаждённые вынуждены были сдаться, «и в острог пустили царя Васильевых людей и крест целовали царю Василью».
Столь быстрая капитуляция Серебряных Прудов оказалась большим успехом для воевод Василия Шуйского, поскольку уже на следующий день подошло спешившее на выручку повстанческое войско во главе с воеводой князем Иваном Клубковым-Мосальским и «иноземцем литвином Иваном Сторовским». Опоздавшее деблокадное войско вместо выручки гарнизона Серебряных Прудов само попало под удар царских войск. Сражение произошло за четыре версты от города и закончилось победой воевод Василия Шуйского. Многие «воровские люди» были убиты или взяты в плены. Среди пленников были в том числе Мосальский и Сторовский.

## Значение
Сражения на Вырке и под Серебряными Прудами резко ухудшили положение Болотникова, которому теперь предстояло выдержать всю тяжесть осады. Вместе с тем ухудшилось стратегическое положение самой Тулы, где были сосредоточены наиболее активные силы в лагере восставших. В Туле находились Лжепётр, Андрей Телятевский и Григорий Шаховской. Однако правительственные силы, вдохновившиеся обеими победами, не смогли воспользоваться их плодами. Выступившее на Тулу войско Ивана Воротынского и Истомы Пашкова было разбито под Тулой князем Телятевским. Тем временем победители под Серебряными Прудами совершили поход на Дедилов. Битва под Дедиловом обернулась полным разгромом, бегством в Каширу и новой потерей Серебряных Прудов. Повстанческие войска под началом Телятевского вновь совершили поход на помощь Калуге и разбили царских воевод в битве на Пчельне.